# .aero
.aero est un domaine de premier niveau commandité réservé au secteur industriel de l'aéronautique.
Le domaine .aero a été créé par l'ICANN en 2002, et est réservé aux compagnies, organisations, associations, agences gouvernementales et aux individus liés à l'industrie aéronautique.
Aujourd'hui, les codes à deux lettres sous le nom .aero sont réservés aux compagnies aériennes, et les codes à trois lettres sont réservés aux aéroports, selon les codes internationaux en vigueur.

## Statistiques d'usage
En janvier 2025, environ 28 000 domaines utilisent l'extension .aero.